# Miercurea Sibiului
Miercurea Sibiului (tysk: Reußmarkt; ungarsk: Szerdahely) er en by i den vestlige del af  distriktet Sibiu  i det sydlige Transsylvanien, i det centrale Rumænien, 34 km vest for distriktshovedstaden, Sibiu.
Byen har 3.619 (2021) indbyggere.

## Geografi
Byen ligger hvor det Transsylvanske Plateau og Cindrel-bjergene, et bjergmassiv i Parâng-bjergene-gruppen i Sydkarpaterne, i en lille lavning dannet af Secaș-floden. Floden Dobârca er en venstre biflod til Secaș, der løber gennem den navnkundige landsby. Floden Apold og dens venstre biflod, Rod, løber gennem landsbyen Apoldu de Sus.
Miercurea Sibiului har følgende naboer: mod nord landsbyerne Boz, Drașov og Cunța i distriktet  Alba; mod vest landsbyerne Câlnic, Reciu og Gârbova i Alba distriktet; mod syd kommunerne Poiana Sibiului, Tilișca og Jina i distriktet Sibiu og mod øst landsbyen Aciliu og kommunen Apoldu de Jos ligeledes i distriktet Sibiu.
Byen ligger ved en af de vigtigste rumænske vejforbindelser: DN1 mellem Sibiu og Sebeș, Europavej E68/E81. Miercurea Sibiului ligger også på Căile Ferate Române Linje 200, som går fra Brașov til Curtici.

## Historie
Området var i oldtiden beboet af dakianere; Der er fundet oksehovedede armbånd fra Dakien fra jernalderen er fundet i landsbyen Apoldu de Sus.
Siden det 12. eller 13. århundrede har byen været beboet af Siebenbürgen-sakserne, og fra 1355 blev den et af de oprindelige syv sæder for saksere fra Sibiu-området.
Byen er fødested for Ilie Măcelaru (ro) (1822-1891), en advokat, der deltog i 1848-revolutionen og et stiftende medlem af det Rumænske Nationalparti, der blev dannet i Miercurea Sibiului den 17. marts 1869.

## Galleri
- Historisk bygning i Miercurea Sibiului
- Den befæstede kirke i Miercurea Sibiului
- Den befæstede kirke i Dobârca
- Den ortodokse kirke i  Apoldu de Sus